# Ingrid Kurz
Ingrid Kurz (* 1944) ist eine österreichische Konferenz- und TV-Dolmetscherin. Sie lehrt als Professorin am Zentrum für Translationswissenschaft der Universität Wien.

## Leben
Ingrid Kurz absolvierte ein Übersetzer-/Dolmetscher- und Psychologiestudium an der Universität Wien. Ihre Dissertation verfasste sie zum Thema Der Einfluss der Übung und Konzentration auf simultanes Sprechen und Hören. Seit 1965 arbeitet sie als freiberufliche Konferenzdolmetscherin. Ihren ersten öffentlichen Berufseinsatz hatte sie bei der US-Präsidentschaftswahl 1968. Seitdem ist sie regelmäßig als TV-Dolmetscherin bei Live-Sendungen des ORF tätig. Sie habilitierte 1992 (Venia docendi: Angewandte Dolmetschwissenschaft und Dolmetschdidaktik) und übt seit 1976 eine Lehrtätigkeit am Institut für Übersetzer- und Dolmetscherausbildung und am Institut für Psychologie der Universität Wien aus.
1969 dolmetschte sie bei der Mondlandung der Raumfähre Apollo 11, was ihr den Beinamen „Mrs. Apollo“ oder „Mondfrau“ einbrachte. Seit 1998 ist sie außerordentliche Universitätsprofessorin am Zentrum für Translationswissenschaft der Universität Wien mit den Forschungsschwerpunkten Konferenz- und Mediendolmetschen, kognitionspsychologische Aspekte des Dolmetschens und Geschichte des Dolmetschens.
Besondere Aufmerksamkeit widmete sie in einer ihrer Studien dem Stress, unter welchem Dolmetscher und Dolmetscherinnen bei ihrer täglichen Arbeit stehen.

„Ein guter Dolmetscher muss unter Stress eine bessere Leistung erbringen. […] Dolmetschen erfordert, dass man mit Stress positiv umgehen kann.“

## Sonstiges
Ingrid Kurz ist Mitglied im Research Committee des internationalen Dolmetscherverbandes AIIC sowie im österreichischen Dolmetscherverband Universitas. Des Weiteren betreibt sie zusammen mit Eva Fürthauer, Elisabeth Schwarz und Birgit Strolz das Unternehmen Conference Consulting Dolmetschdienste & Kongressberatung OG in Wien.
Sie übte eine internationale Lehrtätigkeit aus und war schon Gastprofessorin in Ländern wie Thailand oder Polen.

„Eine gute Fernseh-Dolmetschung kann dazu beitragen, das Ansehen der Dolmetscher zu verbessern. […] Umgekehrt kann natürlich eine schlechte Leistung auch negative Auswirkungen haben.“

## Publikationen (Auswahl)
- Simultandolmetschen als Gegenstand der interdisziplinären Forschung. WUV-Universitätsverlag, Wien 1996.
- mit Angela Moisl: Berufsbilder für Übersetzer und Dolmetscher. WUV-Universitätsverlag, Wien 2002.
- Physiological stress responses during media and conference interpreting. In: Interpreting in the 21st Century: Challenges and opportunities. Garzone, Giuliana and Maurizio Viezzi (eds.), 195–202, 2002.
- mit Klaus Kaindl: Wortklauber, Sinnverdreher, Brückenbauer? DolmetscherInnen und ÜbersetzerInnen als literarische Geschöpfe. LIT Verlag, Wien 2005.
- mit Klaus Kaindl: Helfer, Verräter, Gaukler? Das Rollenbild von TranslatorInnen im Spiegel der Literatur. LIT Verlag, Wien 2008.
- mit Klaus Kaindl: Machtlos, selbstlos, meinungslos? Interdisziplinäre Analysen von ÜbersetzerInnen und DolmetscherInnen in belletristischen Werken. LIT Verlag, Wien 2010.